# Thomas Nitsche
Thomas Nitsche (* 3. März 1953) ist ein deutscher Softwareentwickler, Mathematiker und Unternehmer.

## Leben
Nitsche studierte Mathematik in Freiburg im Breisgau und an der Technischen Universität München.
Während seines Studiums in den 1970er Jahren entwickelte er die Schachprogramme ORWELL I bis III sowie PARWELL. 1978 arbeitet Nitsche mit dem Elektronikunternehmern Hegener + Glaser zusammen und entwickelt gemeinsam mit Elmar Henne die Software für den Schachcomputer Mephisto, dessen erste Version Mephisto I 1980 auf den Markt kam. In den Folgejahren entwickelten Nitsche und Henne weitere Versionen und konnten mit dem Mephisto IIIs 1984 schließlich die Schachweltmeisterschaft für Mikrocomputer (World Microcomputer Chess Championship) in Glasgow durch einen geteilten ersten Platz mit Fidelity Elite X, Conchess X und Psion gewinnen.
Anfang des 21. Jahrhunderts entwickelte Nitsche eine Mustererkennungssoftware unter dem Namen Pattern Proximity und gründete darauf basierend gemeinsam mit Philip Pieper das Unternehmen Proximic, mit dem die Steuerung kontextbezogener Werbung auf Web-Seiten auf Basis des Kontexts vermarktet wurde. Das Unternehmen konnte in einer ersten Finanzierungsrunde 4,5 Mio. EUR Venture-Capital einwerben und verlegte 2008 den Sitz nach Palo Alto. Das Unternehmen wurde 2015 an comScore verkauft.
Gemeinsam mit seiner Ehefrau Oxana und seinen Söhnen Raphael Nitsche-Hahn und Maxim Nitsche-Hahn gründete er 2013 die COGEON Gesellschaft für intelligente Lösungen mbH, Berlin, deren Geschäftsführer er wurde. Die Gesellschaft entwickelte die Lern-App Math42 für Android und iOS. Das Unternehmen wurde im Oktober 2017 an den US-amerikanischen Bildungskonzern Chegg verkauft.
Als Schachspieler beträgt seine Elo-Zahl 1870 (Stand: Oktober 2017). Er hat an Münchener Stadtmeisterschaften teilgenommen, ist Mitglied des Schachclubs Vaterstetten-Grasbrunn und seit 2013 des SV Empor Berlin, für den er an Mannschaftsmeisterschaften teilnimmt.
Nitsche ist Vater von 4 Kindern.